# Marisol Correa Vega
Marisolmarin

## Carrera

### Inicios
Correa Vega nació en la ciudad de Pereira, capital del departamento de Risaralda. En su adolescencia inició estudios de Arte Dramático en la Escuela de Teatro del Instituto Cultural de Pereira, y más tarde se trasladó a la ciudad de Bogotá para continuar su formación en el Teatro Libre, finalizando sus estudios en el año 2002.

### Reconocimiento
Inicialmente se desempeñó activamente en el teatro, realizando giras y participando en numerosas obras. También empezó a figurar en producciones de televisión nacionales, entre las que destacan Las hermanitas Calle, La Madame, Lady, la vendedora de rosas, En la boca del lobo, Un bandido honrado y La viuda negra. Ha participado además en varios cortometrajes, largometrajes, series web y programas de telerrealidad.

## Filmografía

### Televisión
- 2013 - Allá te espero
- 2013 - La Madame
- 2014 - En la boca del lobo
- 2014 - Bazurto
- 2015 - Las hermanitas Calle
- 2015 - Lady, la vendedora de rosas
- 2016 - La viuda negra
- 2016 - Yo soy Franky
- 2017 - Francisco el matemático: Clase 2017 - Nelly de Sánchez
- 2017 - La Nocturna
- 2018 - Noobees
- 2018 - La ley del corazón
- 2019 - Un bandido honrado
- 2019 - Una idea redonda
- 2020 - La venganza de Analía - Andrea Correa (Susana Guerrero) Joven
- 2021 - Enfermeras - Sandra Morato
- 2022-2024 - Siempre fui yo - Cecilia Mint[8]
- 2022 - Dejémonos de Vargas

### Reality
- 2016 - Me caigo de la risa
- 2018 - Colombia ríe
- 2023 - Duro contra el mundo[9]

### Cine
- 2008 - Rojo Red
- 2009 - Alborada carmesí
- 2010 - Dos golpes
- 2011 - Liquid Cocaine
- 2013 - Tapámela
- 2014 - Vida, muerte y renacer
- 2015 - Dante: Shagfoal
- 2022 - Sana que sana[10]